# Roosevelt (condado de Taylor, Wisconsin)
Roosevelt es un pueblo ubicado en el condado de Taylor en el estado estadounidense de Wisconsin. En el Censo de 2010 tenía una población de 473 habitantes y una densidad poblacional de 5,31 personas por km².

## Geografía
Roosevelt se encuentra ubicado en las coordenadas 45°4′43″N 90°44′58″O / 45.07861, -90.74944. Según la Oficina del Censo de los Estados Unidos, Roosevelt tiene una superficie total de 89.14 km², de la cual 88.83 km² corresponden a tierra firme y (0.35%) 0.32 km² es agua.

## Demografía
Según el censo de 2010, había 473 personas residiendo en Roosevelt. La densidad de población era de 5,31 hab./km². De los 473 habitantes, Roosevelt estaba compuesto por el 97.67% blancos, el 0.21% eran afroamericanos, el 0% eran amerindios, el 0% eran asiáticos, el 0% eran isleños del Pacífico, el 1.9% eran de otras razas y el 0.21% pertenecían a dos o más razas. Del total de la población el 2.11% eran hispanos o latinos de cualquier raza.